# Thomas Andreasen
Thomas Andreasen (født 4. marts 1973) er en dansk tidligere fodboldspiller, som bl.a. fik hele 295 kampe for FC Nordsjælland, som stadig er rekorden i klubben i dag. Han blev brugt på midtbanen.
Hans debut forekom i 2002 for FCN, mod AGF, hvor han fik et rødt kort. Det var hans første og eneste røde kort i sæsonen. Der gik hele 2½ år, før han så rødt igen.